# Alan Simpson (Leichtathlet)

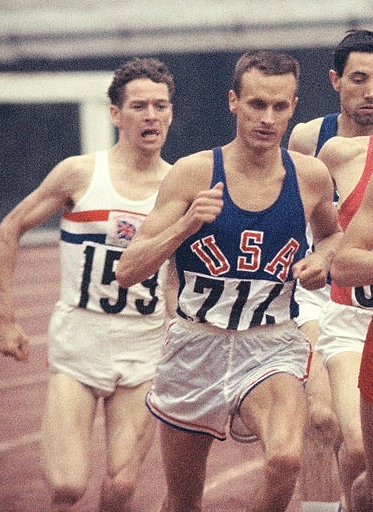
Alan Simpson (links) bei den Olympischen Spielen 1964

Alan Simpson (* 22. Mai 1940 in Coventry; † Oktober 2024) war ein britischer Mittel- und Langstreckenläufer.

## Sportliche Laufbahn
1962 schied er für England startend beim Meilenlauf der British Empire and Commonwealth Games in Perth im Vorlauf aus.
Bei den Olympischen Spielen 1964 in Tokio kam er über 1500 Meter auf den vierten Platz.
1966 wurde er bei den Europäischen Hallenspielen in Dortmund Vierter über 3000 Meter. Über eine Meile gewann er bei den British Empire and Commonwealth Games in Kingston Silber, und über 1500 Meter wurde er bei den Europameisterschaften in Budapest Vierter.
1963, 1964 und 1965 wurde er Englischer Meister über eine Meile, 1966 Englischer Hallenmeister über zwei Meilen.

## Persönliche Bestzeiten
- 1500 m: 3:39,10 min, 15. August 1964, London
- 1 Meile: 3:55,68 min, 30. August 1965, London
- 3000 m: 8:07,2 min, 1967
  - Halle: 8:06,6 min, 27. März 1966, Dortmund